# Río Gualí
Río Gualí är ett vattendrag i Colombia.   Det ligger i departementet Tolima, i den centrala delen av landet, 100 km nordväst om huvudstaden Bogotá.